# گروه تایمکس
گروه تایمکس (انگلیسی: Timex Group) شرکت کالای لوکس آمریکایی است، که در سال ۱۸۵۴ تأسیس شد.